# Astrid Varnay
Ibolyka Astrid Maria Varnay (25. april 1918 – 4. september 2006) var en amerikansk dramatisk sopran med ungarske og svenske rødder, som fortrinsvis virkede i USA og Tyskland. Hun var en af de fem mest kendte Wagnersopraner fra sin generation (de andre fire var Kirsten Flagstad, Gertrude Grob-Prandl, Birgit Nilsson og Martha Mödl). Hun har foretaget talrige indspilninger.

## Eksterne links
- Hjemmeside om Isoldes Liebestod på tysk med en biografi om Varnay og et fotogalleri
- Diskografi
- Astrid Varnays tidlige indspilninger for Remington Records Arkiveret 29. september 2011 hos  Wayback Machine